# Vladimir Yermolaev

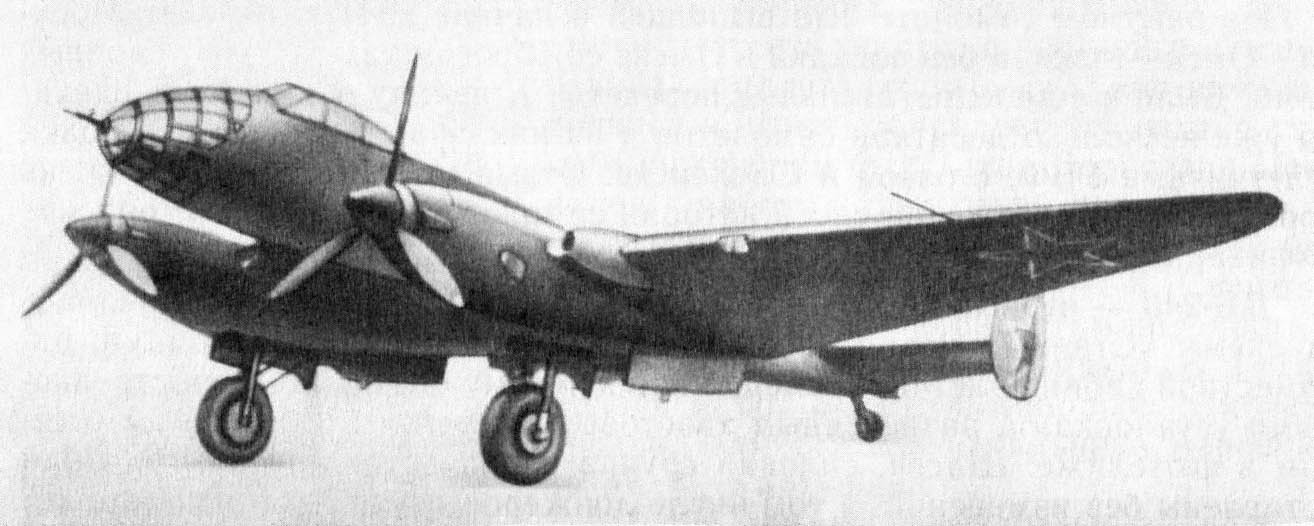
Yer-2 projetado por Yermolaev

Vladimir Grigoryevich Yermolaev (1909-1944) foi um desginer de aeronaves soviético.
Yermolaev foi o engenheiro-chefe no desenvolvimento da aeronave Bartini Stal-7. Tornou-se chefe da OKB de Robert Bartini em 1939 após sua prisão, liderando o desenvolvimento e a produção do bombardeiro de longo alcance Yermolayev Yer-2 e suas variantes.
Yermolaev faleceu em 1944 devido a uma infecção de febre tifoide. Sua OKB foi então gerdada por Pavel Sukhoi.